# Miagrammopes kirkeensis
Miagrammopes kirkeensis là một loài nhện trong họ Uloboridae.
Loài này thuộc chi Miagrammopes. Miagrammopes kirkeensis được Benoy Krishna Tikader miêu tả năm 1971.